# Fédération Équestre Internationale

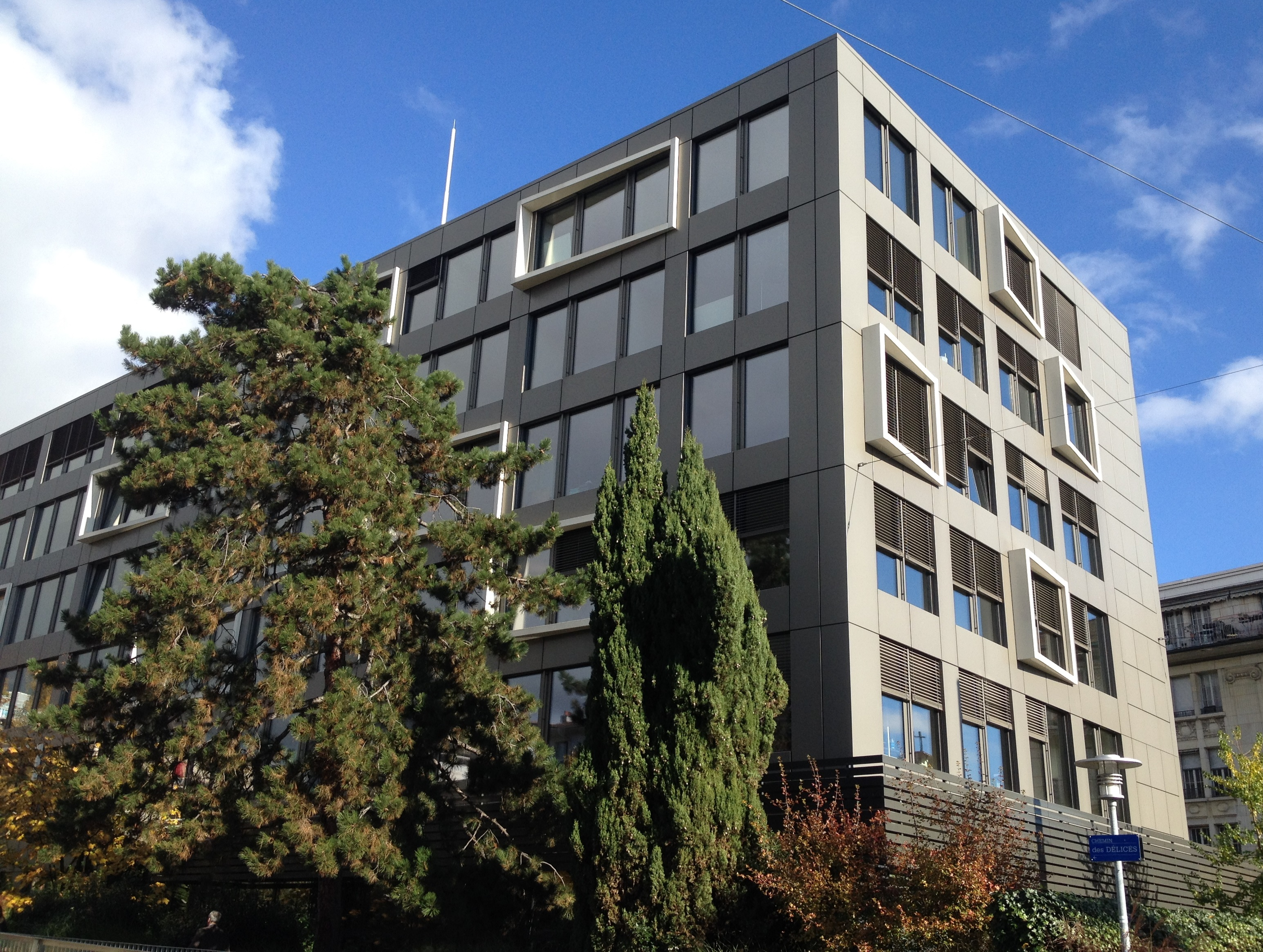
Das Hauptquartier der FEI in Lausanne

Die Fédération Équestre Internationale (FEI, sinngemäß internationaler Reitsportverband; deutsch Internationale Reiterliche Vereinigung genannt) ist die internationale Dachorganisation des Pferdesports mit Sitz in Lausanne (Schweiz).

## Geschichte
| Jahr | Anzahl der Nationalverbände |
| ---- | --------------------------- |
| 1921 | 8                           |
| 1928 | 20                          |
| 1938 | 28                          |
| 1960 | 46                          |
| 1970 | 50                          |
| 1975 | 59                          |
| 1986 | 80                          |
| 2014 | 133                         |

Die Organisation wurde am 24. November 1921 in Paris von den Nationalverbänden aus Belgien, Dänemark, Frankreich, Italien, Japan, Norwegen, Schweden und den USA gegründet. Deutschland gehört seit 1927 zur Organisation. Seit 2014 die Federação Equestre De Angola aufgenommen wurde, gehören ihr 133 Nationalverbände an.

## Aufgaben
Die Organisation ist Veranstalter aller internationalen Turniere, die von ihren Mitgliedern ausgerichtet werden. Das bedeutet insbesondere, dass sie bei den Weltreiterspielen und Olympischen Spielen über Wettkampf- und Qualifikationsregeln entscheidet. Auch die medizinische Betreuung und Dopingtests bei internationalen Turnieren fallen mit in den Zuständigkeitsbereich der FEI.
Die nationalen Wettkampfveranstaltungen der Mitglieder werden von der entsprechenden Nationalföderation, Fédération Équestre Nationale (FN) genannt, organisiert. Die FEI hat hier keine Kontrolle. Bei extremen Verstößen können die Verbände jedoch suspendiert werden, so wurde der nationale Verband der Vereinigten Arabischen Emirate im März 2015 aufgrund von erheblichen Unregelmäßigkeiten rund um die dortigen Distanzreitwettbewerbe auf unbestimmte Zeit suspendiert.
Im Interesse einer optimalen Wettkampfvorbereitung auf internationale Turnieren werden die nationalen Wettkämpfe von den Nationalverbänden ebenfalls nach Reglements, die an die der FEI angelehnt sind, ausgerichtet. Dennoch gibt es durchaus Unterschiede im Richtverfahren (so wird beispielsweise im Springreiten bei Zeitüberschreitung international ein Zeitstrafpunkt pro angefangene vier Sekunden vergeben, während auf nationalen Turnieren in Deutschland ein Viertel Zeitstrafpunkt pro angefangene Sekunde berechnet wird). Einen der für die Sportler spürbarsten Unterschiede stellen die abweichenden Doping- und Medikationsregelwerke dar.
Die deutsche Nationalföderation ist die Deutsche Reiterliche Vereinigung. Ihr österreichisches Gegenstück ist der Österreichische Pferdesportverband (OEPS), zuständig für die Schweiz ist der Schweizerische Verband für Pferdesport (SVPS).
Ein wichtiges Ziel der FEI ist die faire und schonende Behandlung des Pferdes in allen Wettbewerben, was zu einer wesentlichen Entschärfung des Geländeritts bei den Olympischen Sommerspielen 2004 gegenüber vorhergehenden Olympischen Spielen beitrug. Die FEI hat einen Verhaltenskodex aufgestellt, den Code of Conduct der FEI. Er beinhaltet die Überwachung von Gesundheit und Wohlergehen von teilnehmenden Pferden bei Turnieren/Wettbewerben und das Respektieren der Prinzipien der Reitkunst.

## Pferdesport-Disziplinen und Namen internationaler Turniere
| Abk. | Name                                        | Disziplin                        |
| ---- | ------------------------------------------- | -------------------------------- |
| CHI  | Concours Hippique International             | mehr als eine                    |
| CSI  | Concours de Saut d’Obstacles International  | Springreiten                     |
| CDI  | Concours de Dressage International          | Dressurreiten                    |
| CCI  | Concours Complet d’Équitation International | Vielseitigkeitsreiten            |
| CIC  | Concours International Combiné              | Vielseitigkeitsreiten (bis 2018) |
| CAI  | Concours d’Attelage International           | Gespannfahren                    |
| CEI  | Concours de Raid Endurance International    | Distanzreiten                    |
| CVI  | Concours de Voltige International           | Voltigieren                      |
| CPEI | Concours Para-Equestrian International      | Behindertenreiten                |

Die FEI ist zuständig für folgende Disziplinen des Reitsports und des Para-Reitsports: Dressurreiten, Springreiten, Vielseitigkeitsreiten, Distanzreiten, Voltigieren, Fahrsport (Gespannfahren) und Behindertenreitsport.
Ein internationales Turnier wird Concours International (CI) genannt. Je nach vertretenen Disziplinen trägt es eine zusätzliche Bezeichnung. Die Turniere werden durch Sterne hinter der CI-Abkürzung klassifiziert. Die Anzahl der Sterne repräsentiert den Schwierigkeitsgrad und das Preisgeld – und somit indirekt die Stärke der Konkurrenz. Je mehr Sterne, desto höher die Anforderung. Das Maximum ist je CI unterschiedlich. Ein CVI hat beispielsweise maximal vier Sterne (CVI****), ein CSI maximal fünf (CSI*****).
Jedes Land darf pro Jahr und Disziplin nur ein offizielles internationales Turnier (CIHO) ausrichten. Ein „Concours International Officiel“ muss die für die entsprechende Disziplin offiziellen Wettkämpfe sowohl für den Einzel- als auch den Mannschaftswettbewerb beinhalten.

## Internationale Meisterschaften und Turnierserien der FEI

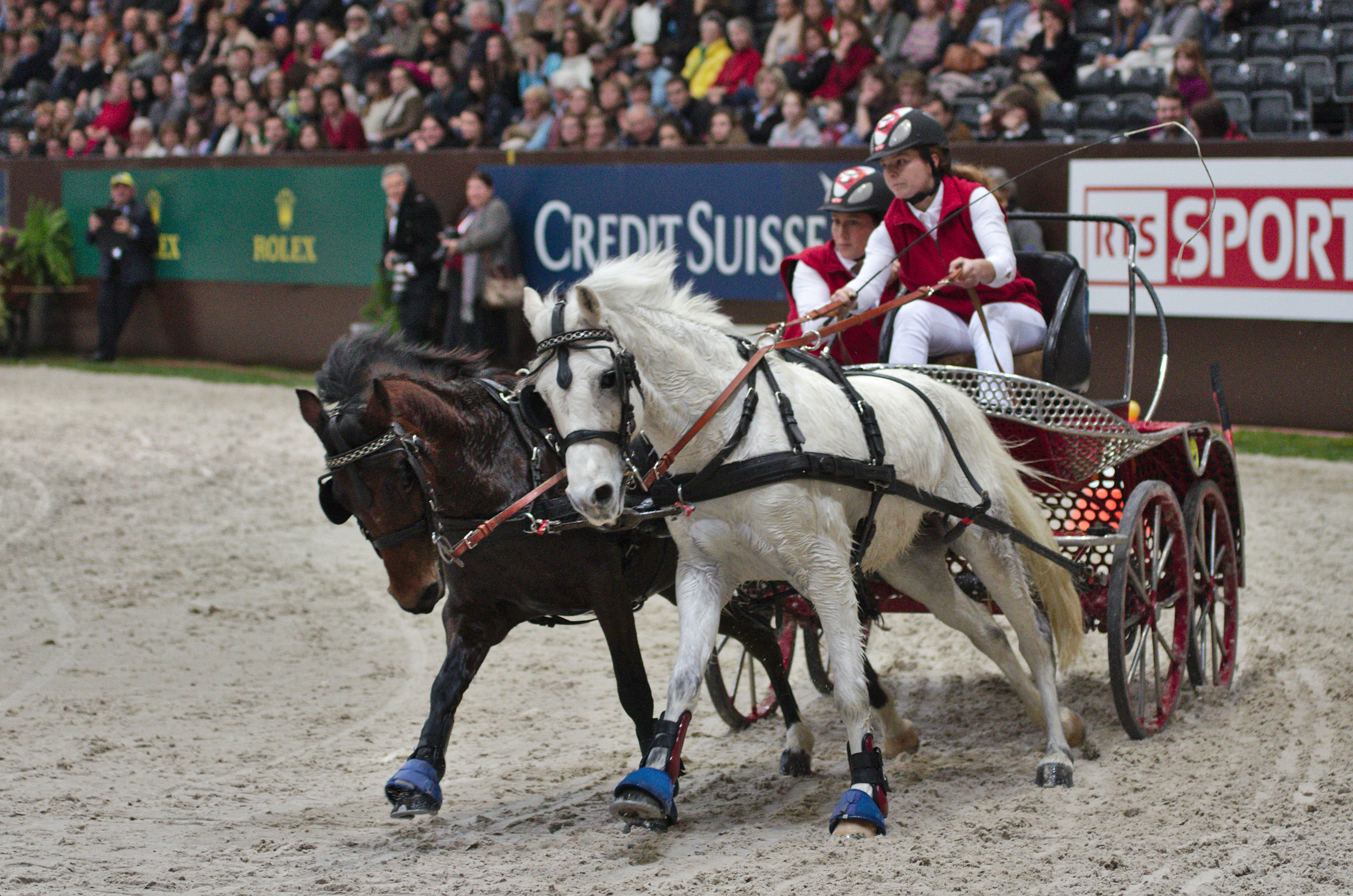
Lea Schmidlin, Pony-Zweispänner-Bronzemedaille bei der WM 2019, zusammen mit der Schweizer Equipe

### Olympische und Paralympische Spiele
Springreiten, Dressur und Military (heute Vielseitigkeitsreiten) sind seit 1912 Teil der olympischen Disziplinen. Seit 1996 ist Dressur auch Teil der paralympischen Disziplinen.

### Welt-, kontinentale and regionale Meisterschaften
Die FEI hält Welt-, kontinentale und regionale Meisterschaften in allen FEI-Disziplinen und allen Altersgruppen ab. Dazu gehören folgende Turniere:
- die einzelnen Weltmeisterschaften der olympischen Reitsportdisziplinen, seit 1990 im Rahmen der Weltreiterspiele
- Welt- und Europameisterschaften im Voltigieren
- Weltmeisterschaften der Ein-, Zwei- und Vierspännerfahren
- Weltmeisterschaften im Distanzreiten
- Weltmeisterschaften im Para-Dressursport (Behindertenreitsport) und Para-Fahrsport (Gespannfahren der Fahrer mit Behinderung)
- Weltmeisterschaften für junge Dressur-, Spring- und Vielseitigkeitspferde, diese werden jährlich ausgetragen

Normalerweise werden die Weltmeisterschaften der Einzeldisziplinen in separaten Veranstaltungen durchgeführt. Zwischen 1990 und 2018 organisiert die FEI aber die Weltreiterspiele (World Equestrian Games). Die Idee dazu brachte der damalige FEI-Präsident Philip Mountbatten Mitte der 1980er Jahre ins Spiel. Bei den Weltreiterspielen wurden alle vier Jahre Weltmeisterschaften in den meisten FEI-Disziplinen ausgetragen. Ab 1990 waren die sechs Disziplinen Dressurreiten, Springreiten, Vielseitigkeitsreiten, Distanzreiten, Voltigieren und Fahren vertreten. 2002 kam als siebte Sportart bei den Weltreiterspielen das Reining hinzu, ab 2010 die Dressurwettbewerbe für Reiter mit Behinderung.
Die Weltreiterspiele waren für die nichtolympischen Disziplinen eine Möglichkeit, öffentliche Aufmerksamkeit weit über das sonst übliche Maß für ihre Sportart zu bekommen. Die Anforderung, zeitgleich für so viele Pferde, menschliche Sportler und Zuschauer Unterkünfte, Trainings- und Sportstätten bereitzustellen überforderte jedoch die meisten Veranstalter. Dadurch kam es zu finanziellen und organisatorischen Problemen. Daher fanden sich in den 2010er Jahren kaum noch Bewerber für mögliche Weltreiterspiele. Deshalb wurden 2018 die letzten Weltreiterspiele ausgetragen.

### Turnierserien

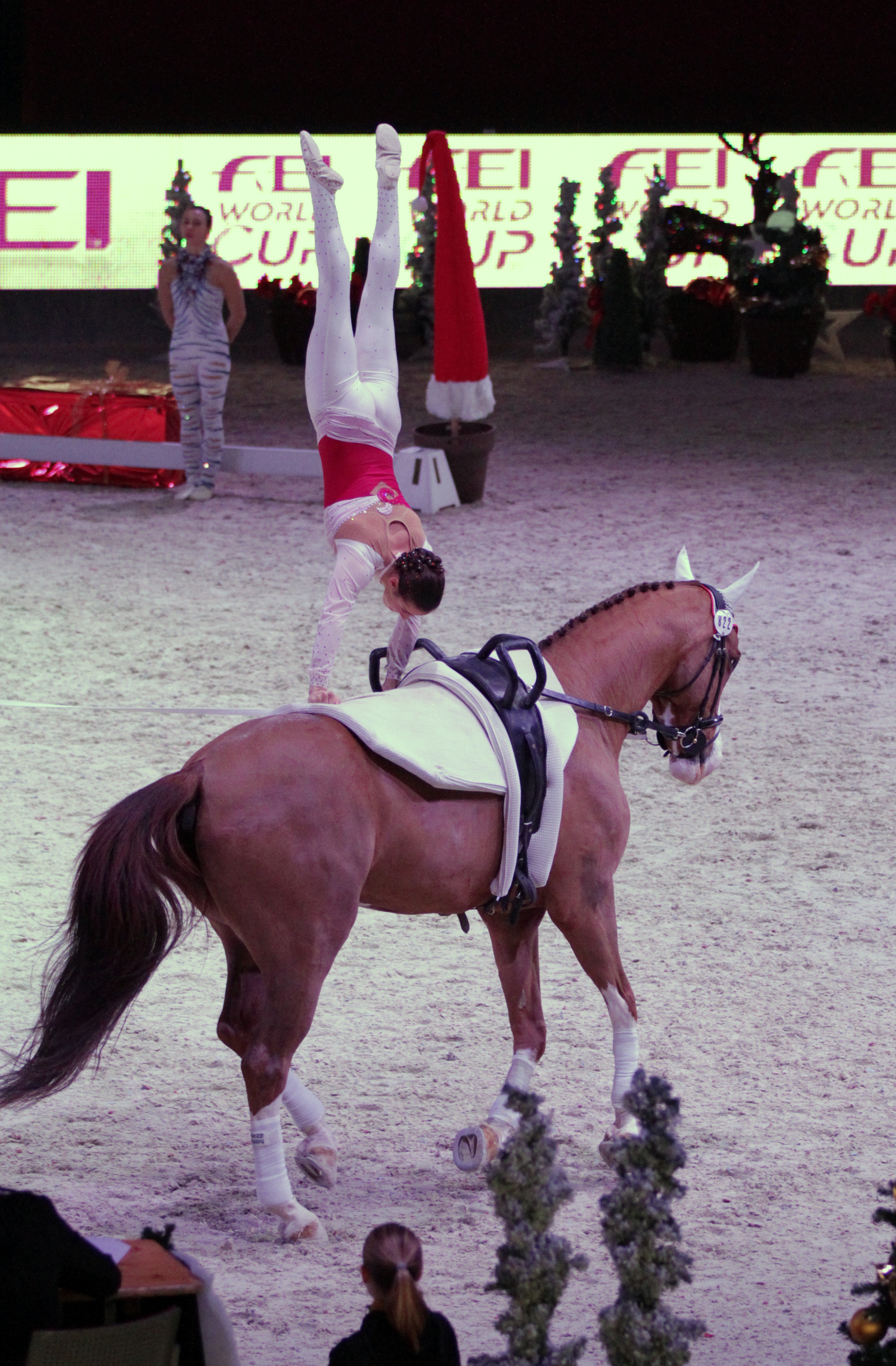
Anna Cavallaro bei der Weltcupetappe von Salzburg 2012

Die traditionsreichste von der Organisation durchgeführte Turnierserie ist der Nations Cup der Springreiter, dessen Ursprünge im Jahr 1909 liegen. Heute werden auch Nationenpreisserien im Dressurreiten und im Vielseitigkeitsreiten durchgeführt.
Die FEI hat weitere Turnierserien anerkannt – darunter die Global Champions Tour, die Riders Tour, den European Youngster Cup für Reiter bis 25 Jahre, die Masters League und auch den Grand Slam der Springreiter.

#### Weltcup
Die Weltcup-Turnierserien der FEI begannen mit 1978 mit Springreiten und wurde nach und nach auf Dressur, Vielseitigkeit, Fahren und zuletzt Voltigieren ausgedehnt. Während es sich bei den Weltcups im Dressur- und Springreiten in Westeuropa um eine reine Hallensportveranstaltung handelt, finden diese im Rest der Welt, wie auch die anderen Weltcupserien, als Freiluftveranstaltungen statt. Ausschließlich die Wettbewerbe des Voltigier-Weltcups, der sich auf Europa beschränkt, finden komplett in der Halle statt.
- FEI-Weltcup im Springreiten
- FEI-Weltcup im Dressurreiten
- FEI-Weltcup im Vielseitigkeitsreiten
- FEI-Weltcup im Vierspännerfahren
- FEI-Weltcup im Voltigieren

## Präsidium der FEI

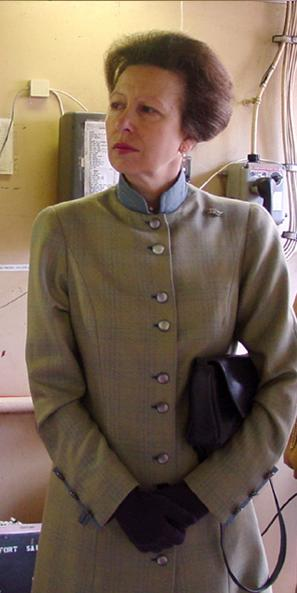
Prinzessin Anne, 2006

Bisher (Stand 2017) gab es 14 Präsidenten, wobei Karel V. Quarles van Ufford der einzige Präsident war, der dieses Amt zweimal innehatte. In neuerer Zeit darf eine Präsidentschaft nur noch maximal zwei Amtsperioden andauern. Seit 2014 ist Ingmar De Vos aus Belgien Präsident der FEI. Dieter von Landsberg-Velen, der frühere Präsident der Deutschen Reiterlichen Vereinigung, war lange Jahre Vizepräsident.
| #  | Name                           | Nation                 | Von  | Bis  |
| -- | ------------------------------ | ---------------------- | ---- | ---- |
| 1  | Baron du Teil                  | Frankreich             | 1921 | 1927 |
| 2  | Gerrit Johannes Maris          | Niederlande            | 1927 | 1929 |
| 3  | Karel F. Quarles van Ufford    | Niederlande            | 1929 | 1931 |
| 4  | Guy Vernor Henry, Jr.          | Vereinigte Staaten     | 1931 | 1935 |
| 5  | Max von Holzing-Berstett       | Deutsches Reich        | 1935 | 1936 |
| 6  | Karel F. Quarles van Ufford    | Niederlande            | 1936 | 1939 |
| 7  | Magnus Rydman                  | Finnland               | 1939 | 1946 |
| 8  | Gaston de Trannoy              | Belgien                | 1946 | 1954 |
| 9  | Bernhard zur Lippe-Biesterfeld | Niederlande            | 1954 | 1964 |
| 10 | Philip Mountbatten             | Vereinigtes Königreich | 1964 | 1986 |
| 11 | Anne Mountbatten-Windsor       | Vereinigtes Königreich | 1986 | 1994 |
| 12 | María del Pilar                | Spanien                | 1994 | 2006 |
| 13 | Haya bint al-Hussein           | Jordanien              | 2006 | 2014 |
| 14 | Ingmar De Vos                  | Belgien                | 2014 | –    |

## Nationale Verbände
Die nationalen Mitgliedsverbände sind in der FEI in neun Regionalgruppen gegliedert:
| Gruppe | Name                                 |
| ------ | ------------------------------------ |
| I.     | Mittel- und Südeuropa                |
| II     | Mittel- und Nordeuropa               |
| III    | Russland und Vorderasien             |
| IV     | Nordamerika und Karibik              |
| V      | Mittelamerika, Karibik und Kolumbien |
| VI     | Südamerika                           |
| VII    | Nordafrika und arabische Halbinsel   |
| VIII   | Östliches Asien und Ozeanien         |
| IX     | Südliches Afrika                     |

| Nationalverband                                        | Land                         | Gruppe | FEI-Turniere (2015) | Jahr |
| ------------------------------------------------------ | ---------------------------- | ------ | ------------------- | ---- |
| Egyptian Equestrian Federation (EEF)                   | Ägypten                      | VII    | 6                   | 1946 |
| Albanian Equestrian Sports Federation                  | Albanien                     | I      | 0                   | 2007 |
| Federation Equestre Algerienne                         | Algerien                     | VII    | 12                  | 1963 |
| Federació Andorrana D'Hípica                           | Andorra                      | I      | 0                   | 1998 |
| Federação Equestre De Angola                           | Angola                       | IX     | 0                   | 2014 |
| Antigua & Barbuda Horse Society                        | Antigua und Barbuda          | IV     | 0                   | 1997 |
| Federación Ecuestre Argentina                          | Argentinien                  | VI     | 82                  | 1928 |
| Equestrian Federation Of Armenia                       | Armenien                     | III    | 0                   | 2000 |
| Equestrian Federation Of Azerbaijan                    | Aserbaidschan                | III    | 12                  | 1997 |
| Ethiopian Equestrian Association                       | Äthiopien                    | IX     | 0                   | 1994 |
| Equestrian Australia                                   | Australien                   | VIII   | 155                 | 1951 |
| Bahrain Royal Equestrian & Endurance Federation        | Bahrain                      | VII    | 14                  | 1985 |
| Barbados Equestrian Association                        | Barbados                     | IV     | 0                   | 1994 |
| Equestrian Federation Of Belarus                       | Belarus                      | III    | 14                  | 1993 |
| Federation Royale Belge Des Sports Equestres           | Belgien                      | I      | 170                 | 1921 |
| Bermuda Equestrian Federation                          | Bermuda                      | IV     | 0                   | 1976 |
| Federación Boliviana De Deportes Ecuestres             | Bolivien                     | VI     | 0                   | 1959 |
| The Horse Society Of Botswana                          | Botswana                     | IX     | 0                   | 1993 |
| Confederação Brasileira De Hipismo                     | Brasilien                    | VI     | 97                  | 1935 |
| Brunei Equine Association                              | Brunei                       | VIII   | 0                   | 2001 |
| Bulgarian Equestrian Federation                        | Bulgarien                    | I      | 9                   | 1928 |
| Cayman Islands Equestrian Federation                   | Cayman Islands               | IV     | 0                   | 2004 |
| Federación Ecuestre De Chile                           | Chile                        | VI     | 54                  | 1935 |
| Chinese Equestrian Association                         | Volksrepublik China          | VIII   | 12                  | 1983 |
| Chinese Taipei Equestrian Association                  | Taiwan                       | VIII   | 2                   | 1975 |
| Federación Ecuestre De Costa Rica                      | Costa Rica                   | V      | 12                  | 1973 |
| Dansk Ride Forbund                                     | Dänemark                     | II     | 123                 | 1921 |
| Deutsche Reiterliche Vereinigung                       | Deutschland                  | II     | 331                 | 1927 |
| Federación Dominicana De Deportes Ecuestres, Inc.      | Dominikanische Republik      | V      | 0                   | 1979 |
| Federación Ecuatoriana De Deportes Ecuestres           | Ecuador                      | VI     | 17                  | 1957 |
| Federación Salvadoreña De Ecuestres                    | El Salvador                  | V      | 0                   | 1972 |
| Equestrian Federation Of Estonia                       | Estland                      | II     | 12                  | 1992 |
| Equestrian Federation of Eswatini                      | Eswatini                     | IX     | 0                   | 1999 |
| The Equestrian Federation Of Finland                   | Finnland                     | II     | 31                  | 1923 |
| Federation Française D'Equitation                      | Frankreich                   | I      | 582                 | 1921 |
| National Equestrian Federation Of Georgia              | Georgien                     | III    | 2                   | 1999 |
| Hellenic Equestrian Federation                         | Griechenland                 | I      | 7                   | 1938 |
| Asociación Nacional De Ecuestres De Guatemala          | Guatemala                    | V      | 14                  | 1949 |
| Federation Equestre Haitienne                          | Haiti                        | IV     | 0                   | 1999 |
| Federación Ecuestre De Honduras                        | Honduras                     | V      | 0                   | 1985 |
| Hong Kong Equestrian Federation                        | Hongkong                     | VIII   | 1                   | 1978 |
| Equestrian Federation Of India                         | Indien                       | VIII   | 2                   | 1971 |
| Equestrian Federation Of Indonesia                     | Indonesien                   | VIII   | 0                   | 1975 |
| Equestrian Federation Of Iraq                          | Irak                         | VII    | 0                   | 2005 |
| Equestrian Federation Of The Islamic Republic Of Iran  | Iran                         | III    | 4                   | 1959 |
| Horse Sport Ireland                                    | Irland                       | II     | 53                  | 1931 |
| The National Association Of Riding Clubs In Iceland    | Island                       | II     | 0                   | 1997 |
| Israel Equestrian Federation                           | Israel                       | I      | 0                   | 1986 |
| Italian Equestrian Federation                          | Italien                      | I      | 259                 | 1921 |
| Equestrian Federation Of Jamaica                       | Jamaika                      | IV     | 0                   | 1983 |
| Japan Equestrian Federation                            | Japan                        | VIII   | 21                  | 1921 |
| Yemen Equestrian Federation                            | Jemen                        | VII    | 0                   | 2007 |
| Royal Jordanian Equestrian Federation                  | Jordanien                    | VII    | 7                   | 1988 |
| Virgin Islands Equestrian Association                  | Amerikanische Jungferninseln | IV     | 0                   | 1977 |
| Cambodian Equestrian Federation                        | Kambodscha                   | VIII   | 0                   | 2007 |
| Equine Canada                                          | Kanada                       | IV     | 95                  | 1950 |
| Kazakhstan Equestrian Federation                       | Kasachstan                   | III    | 5                   | 1993 |
| Qatar Equestrian Federation                            | Katar                        | VII    | 29                  | 1982 |
| Horse Association Of Kenya                             | Kenia                        | IX     | 0                   | 1996 |
| The Equestrian Federation Of The Kyrgyztan Republic    | Kirgisistan                  | III    | 1                   | 1993 |
| Federación Ecuestre De Colombia                        | Kolumbien                    | V      | 24                  | 1947 |
| Federation Congolaise Des Sports Equestres (F.C.S.E.)  | Demokratische Republik Kongo | IX     | 2                   | 1980 |
| Korea Equestrian Federation                            | Südkorea                     | VIII   | 3                   | 1952 |
| Croatian Equestrian Federation                         | Kroatien                     | I      | 6                   | 1992 |
| Federación Ecuestre Cubana                             | Kuba                         | V      | 0                   | 1937 |
| Kuwait Equestrian Federation                           | Kuwait                       | VII    | 0                   | 1980 |
| Latvian Equestrian Federation                          | Lettland                     | II     | 2                   | 1992 |
| Federation Equestre Libanaise                          | Libanon                      | VII    | 0                   | 1957 |
| Libyan Arab Equestrian Federation                      | Libyen                       | VII    | 0                   | 1970 |
| Liechtensteiner Pferdesport-Verband                    | Liechtenstein                | I      | 0                   | 1984 |
| Lithuanian Equestrian Association                      | Litauen                      | II     | 22                  | 1992 |
| Federation Luxembourgeoise Des Sports Equestres        | Luxemburg                    | I      | 2                   | 1956 |
| Federation Des Sports Equestres De Madagascar          | Madagaskar                   | IX     | 0                   | 2005 |
| Malawi Equestrian Federation                           | Malawi                       | IX     | 0                   | 2002 |
| Equestrian Association Of Malaysia                     | Malaysia                     | VIII   | 10                  | 1981 |
| National Equestrian Federation Of Malta                | Malta                        | I      | 0                   | 1999 |
| Federation Royale Marocaine Des Sports Equestres       | Marokko                      | VII    | 6                   | 1958 |
| Mauritian Equestrian Sports Federation                 | Mauritius                    | IX     | 0                   | 1994 |
| National Equestrian Federation Of Fyromacedonia        | Nordmazedonien               | I      | 0                   | 2004 |
| Federacion Ecuestre Mexicana                           | Mexiko                       | V      | 36                  | 1938 |
| Federatia Ecvestra A Republicii Moldova                | Moldau                       | III    | 0                   | 1994 |
| Federation Equestre De La Principaute De Monaco        | Monaco                       | I      | 1                   | 1995 |
| Mongolian National Horse Racing Association            | Mongolei                     | VIII   | 0                   | 1998 |
| Myanmar Equestrian Federation                          | Myanmar                      | VIII   | 0                   | 1996 |
| Namibian Equestrian Federation                         | Namibia                      | IX     | 11                  | 1992 |
| Equestrian Sports New Zealand                          | Neuseeland                   | VIII   | 85                  | 1951 |
| Federacion Ecuestre De Nicaragua                       | Nicaragua                    | V      | 0                   | 1999 |
| Royal Dutch Equestrian Federation                      | Niederlande                  | II     | 161                 | 1924 |
| Norges Rytterforbund Norwegian Equestrian Federation   | Norwegen                     | II     | 28                  | 1921 |
| Oman Equestrian Federation                             | Oman                         | VII    | 4                   | 1986 |
| Österreichischer Pferdesportverband                    | Österreich                   | I      | 160                 | 1928 |
| Equestrian Federation Of Pakistan                      | Pakistan                     | III    | 0                   | 1982 |
| Palestine Equestrian Federation                        | Palästina                    | VII    | 0                   | 1999 |
| Organización Ecuestre De Panamá                        | Panama                       | V      | 0                   | 1989 |
| Federación De Deportes Ecuestres Del Paraguay (Fedepa) | Paraguay                     | VI     | 0                   | 1980 |
| Federación Peruana De Deportes Ecuestres               | Peru                         | VI     | 0                   | 1952 |
| Equestrian Association Of The Philippines              | Philippinen                  | VIII   | 0                   | 1975 |
| Federation Equestre Polonaise                          | Polen                        | II     | 133                 | 1975 |
| Federação Equestre Portuguesa                          | Portugal                     | I      | 77                  | 1928 |
| Federación Puertorriqueña De Deportes Ecuestres        | Puerto Rico                  | V      | 0                   | 1964 |
| Federation Equestre Roumaine                           | Rumänien                     | I      | 7                   | 1930 |
| Federation Of Equestrian Sports Of Russia              | Russland                     | III    | 79                  | 1993 |
| Zambia National Equestrian Federation                  | Sambia                       | IX     | 0                   | 1981 |
| Federazione Ippica Sammarinese                         | San Marino                   | I      | 1                   | 1989 |
| Saudi Arabian Equestrian Federation                    | Saudi-Arabien                | VII    | 10                  | 1990 |
| Svenska Ridsportförbundet                              | Schweden                     | II     | 63                  | 1921 |
| Federation Suisse Des Sports Equestres                 | Schweiz                      | I      | 51                  | 1923 |
| Federation Senegalaise Des Sports Equestres            | Senegal                      | IX     | 0                   | 1994 |
| Federation For Equestrian Sport Of Serbia              | Serbien                      | I      | 1                   | 2002 |
| Zimbabwe Equestrian Federation                         | Simbabwe                     | IX     | 2                   | 1956 |
| Equestrian Federation Of Singapore                     | Singapur                     | VIII   | 2                   | 1975 |
| Slovak Equestrian Federation                           | Slowakei                     | I      | 71                  | 1993 |
| Equestrian Federation Of Slovenia                      | Slowenien                    | I      | 17                  | 1992 |
| Real Federación Hípica Española                        | Spanien                      | I      | 168                 | 1924 |
| Sri Lanka Equestrian Association                       | Sri Lanka                    | VIII   | 0                   | 2004 |
| South African Equestrian Federation                    | Südafrika                    | IX     | 52                  | 1947 |
| Sudan Equestrian Federation                            | Sudan                        | VII    | 0                   | 1996 |
| Federation Arabe Syrienne Des Sports Equestres         | Syrien                       | VII    | 0                   | 1971 |
| Thailand Equestrian Federation (TEF)                   | Thailand                     | VIII   | 3                   | 1983 |
| The Trinidad And Tobago Equestrian Association         | Trinidad und Tobago          | IV     | 0                   | 1998 |
| Czech Equestrian Federation                            | Tschechien                   | I      | 43                  | 1927 |
| Federation Tunisienne Des Sports Equestres             | Tunesien                     | VII    | 5                   | 1961 |
| Turkish Equestrian Federation                          | Türkei                       | I      | 5                   | 1932 |
| Turkmen Equestrian Federation                          | Turkmenistan                 | III    | 0                   | 1997 |
| The Equestrian Federation Of Ukraine                   | Ukraine                      | III    | 1                   | 1993 |
| Hungarian Equestrian Federation                        | Ungarn                       | I      | 65                  | 1927 |
| Federación Uruguaya De Deportes Ecuestres              | Uruguay                      | VI     | 61                  | 1960 |
| Uzbekistan Equestrian Sport Federation                 | Usbekistan                   | III    | 1                   | 1993 |
| Federación Venezolana De Deportes Ecuestres            | Venezuela                    | V      | 0                   | 1947 |
| United Arab Emirates Equestrian & Racing Federation    | Vereinigte Arabische Emirate | VII    | 28                  | 1985 |
| United States Equestrian Federation, Inc.              | Vereinigte Staaten           | IV     | 417                 | 1921 |
| British Equestrian Federation                          | Vereinigtes Königreich       | II     | 183                 | 1925 |
| Cyprus Equestrian Federation                           | Zypern                       | I      | 0                   | 1982 |